# Берёзовая Роща (Брянская область)
Берёзовая Роща — деревня в Выгоничском районе Брянской области, в составе Утынского сельского поселения.

## География
Расположена в 2 км к западу от посёлка Деснянский.

## История
Основана около 1710 года как владение В. Д. Корчмина; позднее — Подлиневых, в XIX веке — Молчановой, Гулевичей. Входила в приход села Мирковы Уты.
Первоначально состояла в Брянском уезде; с последней четверти XVIII века до 1924 года входила в Трубчевский уезд (с 1861 — в составе Уручьенской волости). В 1900 году была открыта школа грамоты.
В 1924—1929 в Выгоничской волости Бежицкого уезда; с 1929 в Выгоничском районе, а в период его временного расформирования — в Трубчевском (1932—1940, 1965—1977), Почепском (1963—1965) районе.
До 2005 года — в Утынском сельсовете.
В 1961 году указом Президиума Верховного Совета РСФСР деревня Лбы переименована в Берёзовую Рощу.

## Население
| 2010 | 2013 |
| ---- | ---- |
| 32   | ↘28  |